# Kalejdoskop

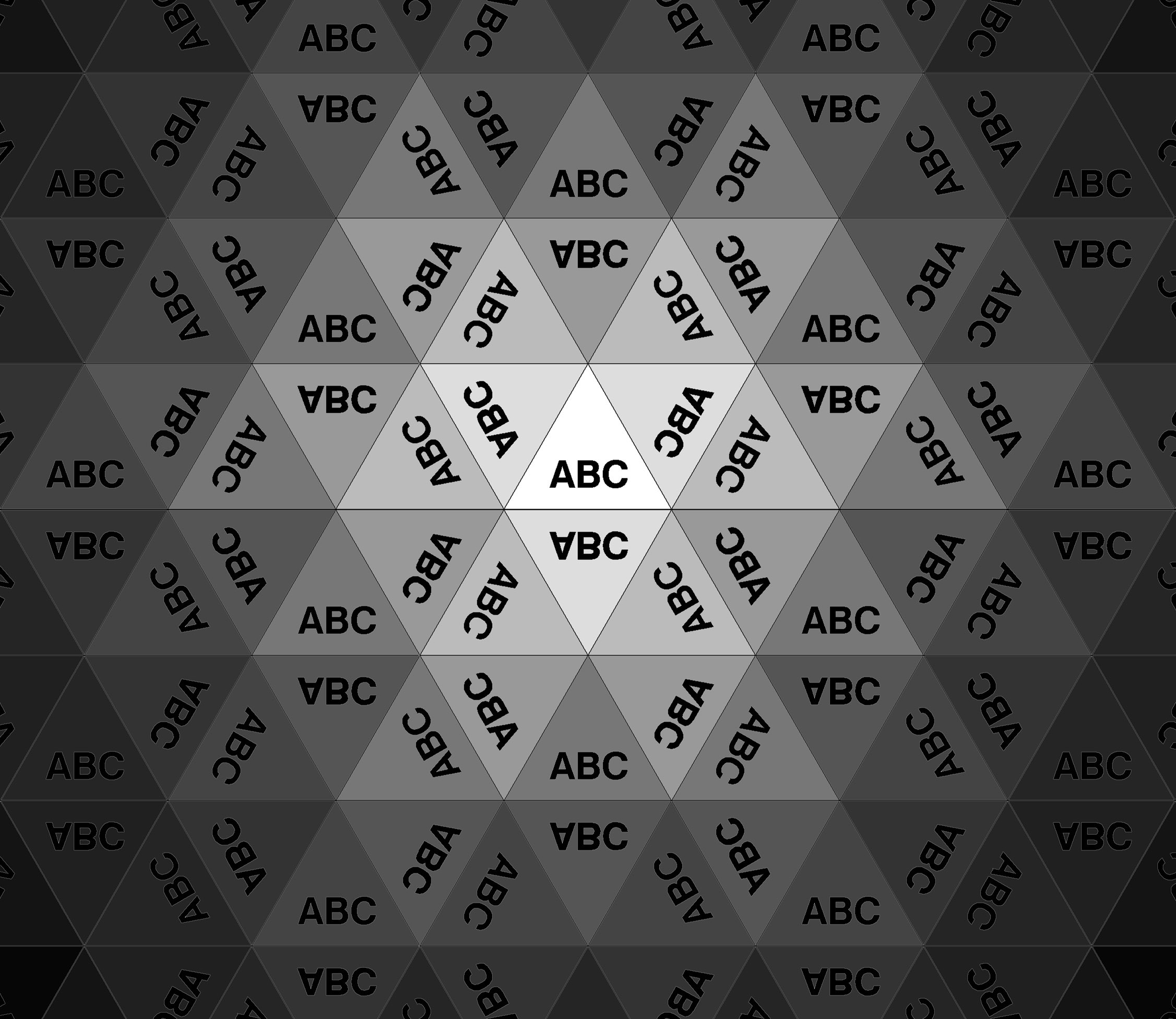
Zasada tworzenia obrazu kalejdoskopowego

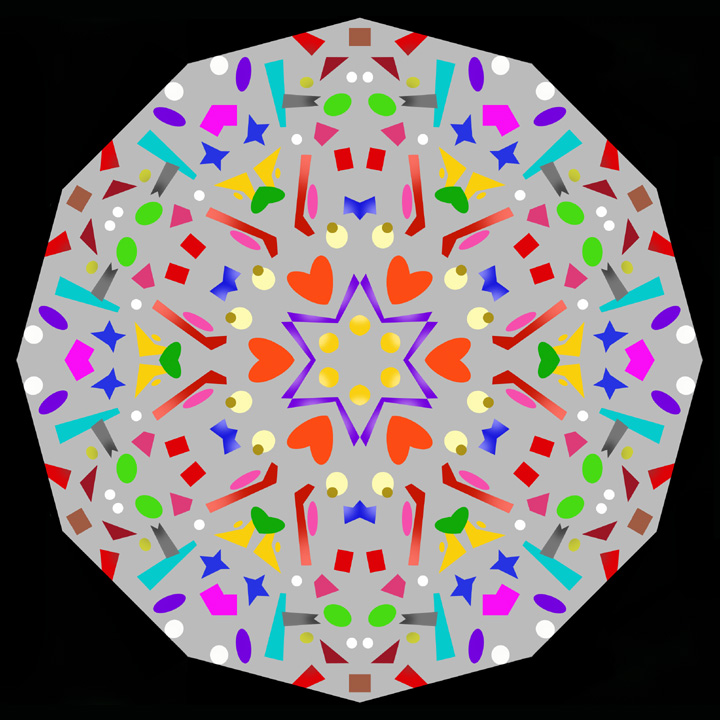
Obraz z kalejdoskopu o kącie 30 stopni

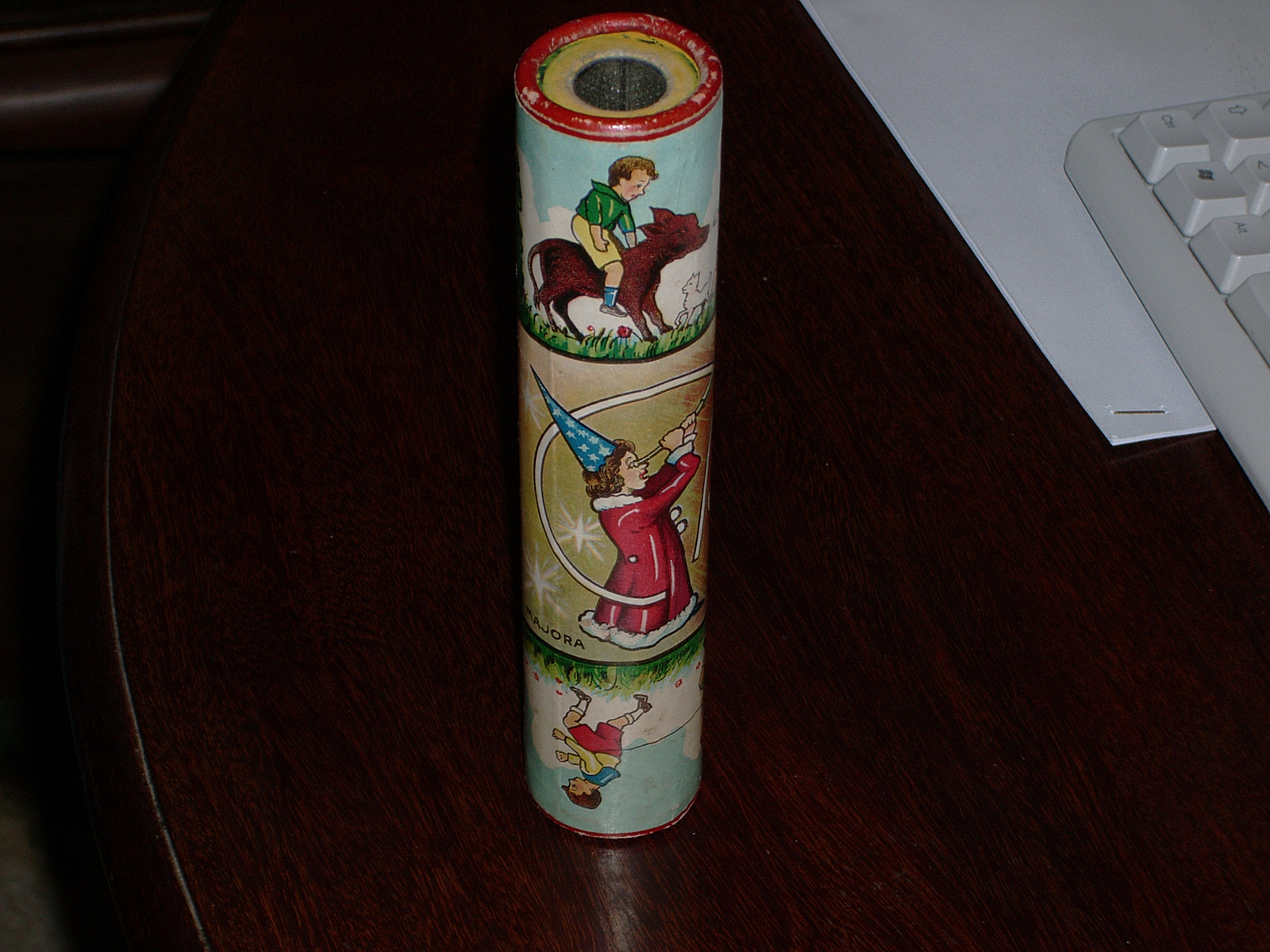
Zabawkowy kalejdoskop

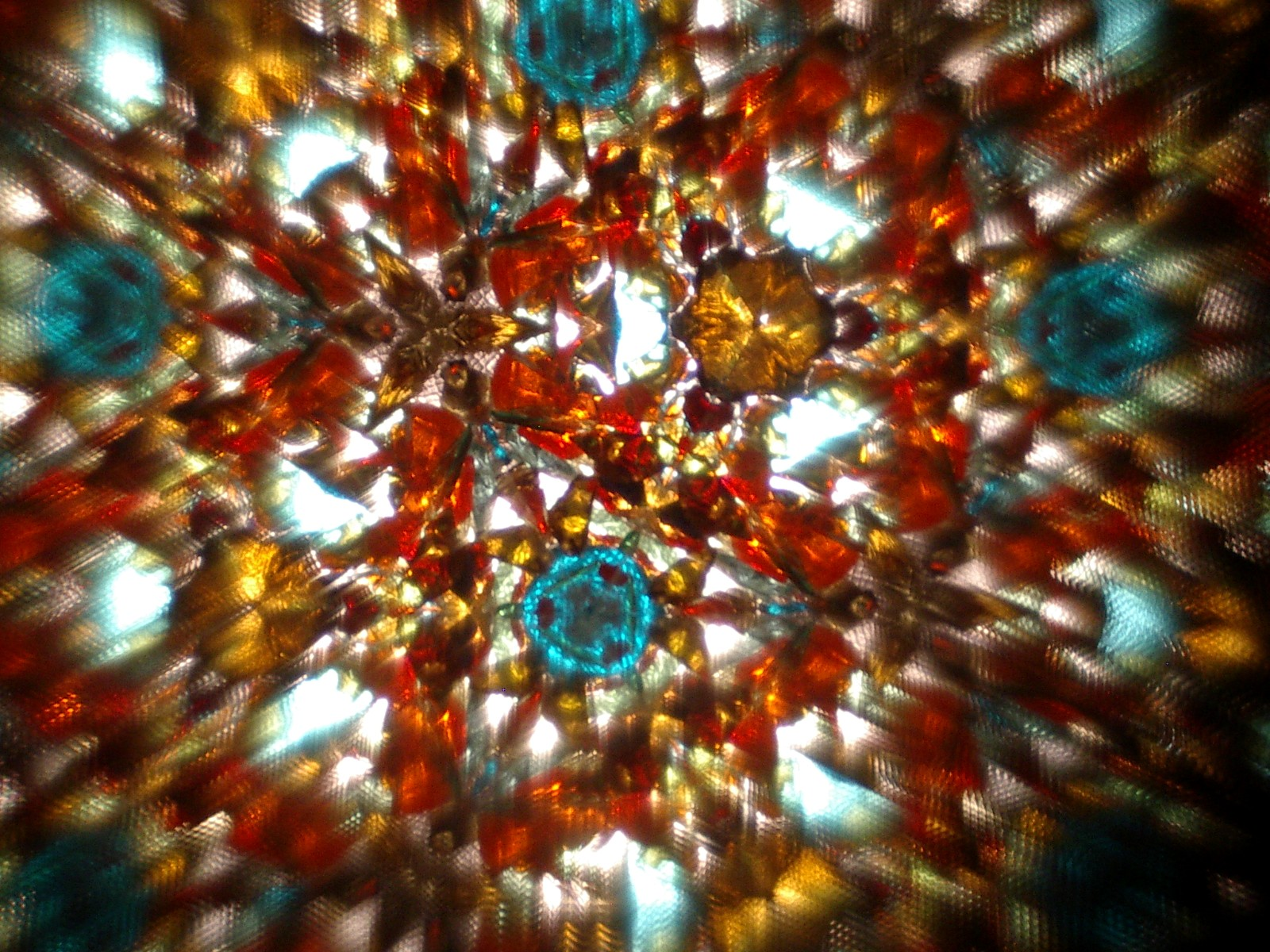
Obraz z kalejdoskopu

Kalejdoskop – urządzenie optyczne, w którym dzięki wielokrotnym odbiciom obrazów różnokolorowych szkiełek, w odpowiednio rozmieszczonych zwierciadłach, obserwuje się różnobarwne, symetryczne figury, zmieniające się przy obracaniu kalejdoskopu, wywołującym przemieszczanie się szkiełek.
Zazwyczaj stosuje się dwa zwierciadła ustawione pod kątem 22.5, 30 lub 45 stopni lub trzy zwierciadła tworzące graniastosłup równoboczny o kątach 60 stopni. W pierwszym przypadku uzyskuje się obraz w kształcie wieloboku odpowiednio 16, 12 lub 8-bocznego, w drugim rozciągający się w nieskończoność układ sześcioboków. Zaleca się stosowanie zwierciadeł srebrzonych powierzchniowo, gdyż przy użyciu zwyczajnych zwierciadeł występują odbicia od obu powierzchni szkła, pogarszające jakość obrazu.

## Historia
Kalejdoskop został wynaleziony przez szkockiego fizyka Davida Brewstera w 1816 r. podczas przeprowadzania doświadczeń z polaryzacją światła (opatentowany w 1817 r.). Początkowo używany był jako przyrząd naukowy, szybko rozpowszechnił się jako zabawka. 

## Etymologia
Nazwa kalejdoskop powstała z połączenia trzech starogreckich słów: καλός (kalos), "piękny", εἶδος (eidos), "forma, kształt", σκοπεῖν (skopeîn), "obserwować, przyglądać się"; stąd: "przyglądanie się pięknym kształtom".